# Fabien Canal
Fabien Canal (Belfort, 4 april 1989) is een Frans voormalig professioneel wegwielrenner. Hij rijdt voor Armée de terre. Na het stoppen van deze ploeg keerde Canal terug naar het amateurpeloton.

## Palmares

### Wegwielrennen
2017 - 1 zege
Paris-Mantes-en-Yvelines

### Mountainbiken
Overwinningen
| Seizoen | Wereldbeker | OS  | WK  | EK  | FK | Overige       | Totaal aantal zeges |
| ------- | ----------- | --- | --- | --- | -- | ------------- | ------------------- |
| 2012    |             | DNS | DNS | DNS | 6e | Saint-Pompont | 1                   |
| 2013    |             | NVT | DNS | 38e | 6e |               | 0                   |
| 2014    |             | NVT | DNS | DNS | 9e |               | 0                   |
| 2015    |             | NVT | DNS | DNS | 7e |               | 0                   |
|         |             |     |     |     |    |               |                     |
| Totaal  | 0           | 0   | 0   | 0   | 0  | 1             | 1                   |

Resultatentabel
| Seizoen | Aantal zeges      | ↑   | ↑   | ↑   | ↑  | WB  | UCI  |  |
| ------- | ----------------- | --- | --- | --- | -- | --- | ---- |  |
| 2012    | 1 overwinning(en) | DNS | 62e | 26e | 6e | 40e | 78e  |  |
| 2013    | 0 overwinning(en) | NVT | DNS | 38e | 6e | 52e | 89e  |  |
| 2014    | 0 overwinning(en) | NVT | DNS | DNS | 9e | DNS | 620e |  |
| 2015    | 0 overwinning(en) | NVT | DNS | DNS | 7e | DNS | 773e |  |
|         |                   |     |     |     |    |     |      |  |
| Totaal  | 1                 | 0   | 0   | 0   | 0  | 0   | 0    |  |

### Veldrijden
Overwinningen
| Seizoen                     | Wereldbeker | Coupe de France         | FK     | EK  | WK  | Overige    | Totaal aantal zeges |
| --------------------------- | ----------- | ----------------------- | ------ | --- | --- | ---------- | ------------------- |
| 2012-2013                   |             |                         | 14e    | NVT | DNS |            | 0                   |
| 2013-2014                   |             |                         | Zilver | NVT | 27e |            | 0                   |
| 2014-2015                   |             |                         | 4e     | NVT | 14e | Lutterbach | 1                   |
| 2015-2016                   |             |                         | DNS    | DNS | DNS |            | 0                   |
| geen deelnames in 2016-2017 |             |                         |        |     |     |            |                     |
| 2017-2018                   |             | Jablines eindklassement | 11e    | 28e | 31e |            | 1                   |
| 2018-2019                   |             |                         | Zilver | 30e | 19e |            | 0                   |
|                             |             |                         |        |     |     |            |                     |
| Totaal                      | 0           | 1                       | 0      | 0   | 0   | 1          | 2                   |

Resultatentabel
| Seizoen                     | Aantal zeges      | ↑   | ↑   | ↑      | WB  | CdF    | UCI |
| --------------------------- | ----------------- | --- | --- | ------ | --- | ------ | --- |
| 2012–2013                   | 0 overwinning(en) | DNS | NVT | 14e    | DNS | 9e     | -   |
| 2013–2014                   | 0 overwinning(en) | 27e | NVT | Zilver | 31e | 5e     | 43e |
| 2014–2015                   | 1 overwinning(en) | 14e | NVT | 4e     | 12e | Brons  | 21e |
| 2015–2016                   | 0 overwinning(en) | DNS | DNS | DNS    | DNS | DNF    | -   |
| geen deelnames in 2016-2017 |                   |     |     |        |     |        |     |
| 2017–2018                   | 1 overwinning(en) | 31e | 28e | 11e    | 31e | Goud   | 28e |
| 2018–2019                   | 0 overwinning(en) | 19e | 30e | Zilver | 21e | Zilver | 27e |
| Totaal                      | 2 overwinningen   | 0   | 0   | 0      | 0   | 1      | 0   |

Alaphilippe · Armirail · Barbas · Bodiot · Canal · Duval · Ferasse · Guyot · Le Roux · Lebreton · Levasseur · Mainard · Penven · Poulhiès · Raibaud · Rostollan · Sinner · Thomas · Yssaad